# Secamone bonii
Secamone bonii är en oleanderväxtart som beskrevs av Julien Noël Costantin. Secamone bonii ingår i släktet Secamone och familjen oleanderväxter. Inga underarter finns listade i Catalogue of Life.